# Sophia Nahli Allison
Sophia Nahli Allison (* 1987 in Los Angeles) ist eine US-amerikanische Dokumentarfilmerin.

## Leben
Allison wurde 1987 in Los Angeles, Kalifornien geboren. Sie studierte zunächst Fotojournalismus am Columbia College Chicago und anschließend Visuelle Kommunikation an der University of North Carolina at Chapel Hill. 2019 war sie Fellow von MacDowell, 2020 von United States Artist.
Ihren ersten Kurz-Dokumentarfilm drehte sie 2019 mit A Love Song for Latasha über Latasha Harlins, eine schwarze Teenagerin, die von einer Geschäftsfrau erschossen wurde, die sie für eine Ladendiebin hielt. Harlins Tötung gilt, neben der Polizeigewalt gegen Rodney King als ein weiterer Auslöser für die Unruhen in Los Angeles 1992. Allison arbeitete rund zwei Jahre an dem Film, der auf persönlichen Aussagen ihrer Freunde und Familie basiert und die eigentliche Tat nicht zeigt. Der Film wurde bei der Oscarverleihung 2021 in der Kategorie Bester Dokumentar-Kurzfilm nominiert.
2021 nahm sie als Teil des Kollektivs Sundance New Frontiers am Sundance Film Festival 2021 teil. Das Kollektiv bestehend aus fünf schwarzen Regisseuren drehte den Virtual-Reality-Film Traveling the Interstitium with Octavia Butler, der von dem ersten Besuch eines Astronauten auf Pluto handelt. Das Werk bedient sich des Stilmittels der Afrofuturistik und bezieht sich auf die Werke der Science-Fiction-Autorin Octavia E. Butler.
Allison arbeitet außerdem an einer Serie namens Dreaming Gave Us Wings, die sich mit dem Mythos der „Fliegenden Afrikaner“ von Igbo Landing auseinandersetzt.

## Filmografie
- 2019: A Love Song for Latasha